# Ognjena zemlja
Ognjena zemlja (španj. Tierra del Fuego) je otočje na krajnjem jugu Južne Amerike, odvojen od kopna tjesnacem Mageljanov prolaz. Površina otočja je 73.753 km². 
Sastoji se od jednog velikog otoka (Tierra del Fuego), pet nešto manjih i brojnih manjih otočića i stijena odvojenih mnogim kanalima. Obalne ravnice turobne su i puste, izložene jakim naletima vjetrova s mnogo padalina, kojima su donedavno tumarali Indijanci Ona i Haush. Unutrašnjost otoka brdovita je i često veoma hladna. Teritorijalno, otok je podijeljen između Čilea i Argentine. Ekonomija se temelji na eksploataciji nafte i turizmu. Uzgoj ovaca, nekada veoma važan, sve više gubi na značaju.  
Tierru del Fuego je 1520. otkrio Magellan, ali je do ranog 19. stoljeća ostala slabo poznata. Uvođenje ovaca i otkriće zlata 1880-ih dovelo je na otok mnoge imigrante iz Europe, Čilea i Argentine, što je dovelo do zatiranja domorodačke populacije. Posljednji Haush umro je negdje ranih godina 20. stoljeća, a posljednji punokrvni Ona-muškarac 1995. Posljednja pripadnica Onasa Virginia Choinquitel, udana za talijanskog imigranta, umrla je u lipnju 1999. od srčanog udara, u 56. godini života, u gradiću Rio Grande na otoku Tierra del Fuego, čime je povijest Onasa, stara 9.000 godina na ovom otoku, konačno završila. 
Glavni grad čileanskog dijela otoka je Porvenir, a argentinskog dijela gradić Ushuaia. Na otoku se nalazi i nekoliko manjih naselja.
Otoci koji čine ovo otočje su:
- Isla Grande 48.100 km²
- Hoste 	4.117 km²
- Santa Inés	3.688 km²
- Navarino 	2.473 km²
- Dawson      1.290 km²
- Aracena 	1.164 km²
- Clarence 	1.111 km²
- Isla de los Estados 534 km²
- tisuća brojnih otoka i otočića

## Vanjske poveznice
- Official website of Argentine Tierra del Fuego
- Chile Cultural Society – Tierra del Fuego
- Chisholm, Hugh, ur. 1911. Tierra del Fuego . Encyclopædia Britannica (engleski). 11th izdanje. Cambridge University Press